# Pabianice (gmina)
Pour les articles homonymes, voir Pabianice (homonymie).
Pabianice est une gmina (commune) rurale (gmina wiejska) du powiat de Pabianice, dans la Voïvodie de Łódź, dans le centre de la Pologne.
Son siège administratif (chef-lieu) est la ville de Pabianice, bien qu'elle ne fasse pas partie du territoire de la gmina.
La gmina couvre une superficie de 88,57 km2 pour une population de 6 368 habitants en 2014.

## Géographie
La gmina inclut les villages et localités de :
- Bychlew
- Górka Pabianicka
- Gorzew
- Hermanów
- Huta Janowska
- Jadwinin
- Janowice
- Konin
- Kudrowice
- Majówka
- Okołowice
- Osiedle Petrykozy
- Pawlikowice
- Petrykozy
- Piątkowisko
- Porszewice
- Rydzyny
- Świątniki
- Szynkielew
- Terenin
- Władysławów
- Wola Żytowska
- Wysieradz
- Żytowice

### Gminy voisines
La gmina de Pabianice est voisine de:

les villes de :
- Konstantynów Łódzki
- Łódź
- Pabianice

et des gminy de:
- Dłutów
- Dobroń
- Lutomiersk
- Rzgów
- Tuszyn
- Wodzierady

## Administration
De 1975 à 1998, le village était attaché administrativement à l'ancienne voïvodie de Łódź.

Depuis 1999, il fait partie de la nouvelle voïvodie de Łódź.

## Structure du terrain
D'après les données de 2009, la superficie de la commune de Pabianice est de 88,57 kilomètres carrés, répartis comme telle :
- terres agricoles : 72 %
- forêts : 16 %

La commune représente 17,82 % de la superficie du powiat.

## Démographie
Données du 30 juin 2009 :
| Description        | Total  | Total | Femmes | Femmes | Hommes | Hommes |
| ------------------ | ------ | ----- | ------ | ------ | ------ | ------ |
| Unité              | Nombre | %     | Nombre | %      | Nombre | %      |
| Population         | 6 110  | 100   | 3 118  | 51,0   | 2 992  | 49,0   |
| Densité (hab./km²) | 70     | 70    | 36     | 36     | 34     | 34     |